# Lago Paranoá
Lago Paranoá – sztuczne jezioro w mieście Brasília, stolicy Brazylii, powstałe w wyniku spiętrzenia wód na rzece Paranoá. Powierzchnia jeziora wynosi około 37,5 km². Wokół brzegów położone są liczne ambasady i konsulaty, kluby sportowe, restauracje, tereny mieszkalne, Uniwersytet Brasílii, Centra Olimpijskie, oraz Pałac Alvorada zaprojektowany przez Oscara Niemeyera.
Jezioro powstało pod koniec lat 50. XX wieku po budowie tamy z elektrownią wodną na rzece Paranoá. W 2002 roku brzegi jeziora połączył most Ponte Juscelino Kubitschek.